# 米爾福德 (麻薩諸塞州)
米爾福德（英語：Milford）是一個位於美國麻薩諸塞州烏斯特縣的鎮。

## 人口
根據2020年美國人口普查的數據，米爾福德的面積為38.50平方千米，當中陸地面積為37.80平方千米，而水域面積為0.70平方千米。當地共有人口30379人，而人口密度為每平方千米789人。